# Sassegnies
Sassegnies är en kommun i departementet Nord i regionen Hauts-de-France i norra Frankrike. Kommunen ligger i kantonen Berlaimont som tillhör arrondissementet Avesnes-sur-Helpe. År 2022 hade Sassegnies 258 invånare.

## Befolkningsutveckling
Antalet invånare i kommunen Sassegnies
| Referens: INSEE |